# Molo mango
Molo mango är en fjärilsart som beskrevs av Guénée 1865. Molo mango ingår i släktet Molo och familjen tjockhuvuden. Inga underarter finns listade i Catalogue of Life.